# Reinaldo Eckenberger
Reinaldo Eckenberger (Buenos Aires, 6 de novembro de 1938 - Salvador, 8 de agosto de 2017) foi um pintor, desenhista, escultor, gravador e ceramista argentino. Passou a residir na Bahia a partir de 1965, que segundo ele era o único lugar do mundo capaz de abrigar o barroquismo de sua arte.

## Biografia
Filho de alemães, Eckenberger nasceu em 1938 em Buenos Aires, Argentina. Estudou Arquitetura e depois Artes Plásticas. Frequentou a Escola Superior de Artes Plásticas por dois anos. Ainda morando em Buenos Aires fez curso de Cenografia no Teatro Colon. Em 1965 fixou residência na capital da Bahia, Salvador, interessado especialmente na arte barroca. Em 1966 participa da 1° Bienal de Artes Plásticas, conhecida como a 1° Bienal da Bahia, no Convento do Carmo, em Salvador, evento de iniciativa do governo da Bahia e artistas locais. Nessa Bienal apresenta sua 1° exposição individual no Brasil intitulada "Luxo, lixo. Lixo e luxo".

## Bibelôs
A partir de 1994 passou a se dedicar à criação de bibelôs. Trabalhou nessa última fase artística até dias antes da sua morte e nunca comercializou as peças da série. Atualmente a maior parte da coleção de bibelôs de Eckenberger encontra-se no Museu Oliva Creative Factory, no Porto, em Portugal. O artista fez a doação ainda em vida. O restante das peças encontra-se na Bahia, desejo expressado em testamento.